# Beaulieu (Orne)
Beaulieu település Franciaországban, Orne megyében. Lakosainak száma 203 fő (2022. január 1.). Beaulieu Gournay-le-Guérin, Armentières-sur-Avre, Chennebrun, Saint-Christophe-sur-Avre, Irai, Vitrai-sous-Laigle, Tourouvre au Perche és Charencey községekkel határos.

## Népesség
A település népességének változása:
| Lakosok száma | 211  | 210  | 218  | 211  | 211  | 204  | 199  | 195  | 203  |
|               | 2013 | 2015 | 2016 | 2017 | 2018 | 2019 | 2020 | 2021 | 2022 |